# Fredericia (gemeente)
Fredericia is een gemeente en havenstad in de Deense regio Zuid-Denemarken (Syddanmark). De gemeente telt 50.868 inwoners (2017), de stad zelf 39.356 (2007).
Fredericia werd bij de gemeentelijke herindeling van 2007 niet samengevoegd maar bleef een zelfstandige gemeente.

## Plaatsen in de gemeente
- Fredericia
- Pjedsted
- Taulov
- Bredstrup
- Skærbæk
- Snoghøj
- Erritsø
- Herslev
- Østerby
- Bøgeskov
- Egeskov
- Trelde

Aabenraa · Ærø · Assens · Billund · Esbjerg · Faaborg-Midtfyn · Fanø · Fredericia · Haderslev · Kerteminde · Kolding · Langeland · Middelfart · Nordfyn · Nyborg · Odense · Sønderborg · Svendborg · Tønder · Varde · Vejen · Vejle
- MusicBrainz: 9adb3721-13ad-4004-b4d2-3633dae0385f
- Virtual International Authority File: 111148570560224311097
- WorldCat: E39PBJp9qgDT6pvyCDj9qKGvHC